# シビル・ウェッタシンハ
シビル・ウェッタシンハ（Kala Keerthi Sybil Wettasinghe, 1928年 - 2020年7月1日）はスリランカの児童書作家・イラストレーター。 彼女の本はいくつかの言語に翻訳されている。

## 生涯
ウェッタシンハは1928年に生まれ、6歳までをスリランカ南部、ゴール近郊のギントタ村で過ごした。ウェッタシンハの家族はコロンボに転居し、ジャフナの聖家族修道会の学校に入学した。15歳で最初の作品を描いた。この作品は5年後に出版された。17歳の時、ウェッタシンハはランカディーパ新聞社に就職した。1952年、ウェッタシンハはレイクハウス出版に移り、ジャナサ新聞の主なイラストレーターになった。レイクハウスへの入社はウェッタシンハに新聞のネットワークへのアクセスを与えた。ウェッタシンハはサンデー・オブザーバーやシルミナ、デイリー・ニュースそしてサラサヴィヤのためにイラストや文章を書いた。1953年、ウェッタシンハはレイクハウス新聞社の主任編集者であるドン・ダルマパラ・ウェッタシンハと結婚した。2男2女の母。1992年、第8回野間絵本原画コンクールの国際審査員を務めた。IBBYのインドセクションの代表も務めた。ウェッタシンハは子ども向け新聞「Bindu」も創設したスリランカ在住。
2020年7月1日に亡くなる。

## 著作
1952年、ジャナサ新聞で働きながら、ウェッタシンハは物語を書く初めての試みをした。ウェッタシンハは新聞の子ども向けページ用に「クダ・ホラ（Kuda Hora）」と呼ばれる物語を作った。「クダ・ホラ」は1956年にスリランカでオリジナル版が出版された。「クダ・ホラ」はスリランカで初めて子ども向けに出版された本となった。「クダ・ホラ」は1982年、日本で「かさどろぼう」のタイトルでフルカラー版が出版された。この物語は最終的に国内外の批評家に称賛される本へと発展した。「クダ・ホラ」の成功により、ウェッタシンハはそのキャリアの中で著述やイラストだけでなく200以上の子どもの本の制作に取り組んだ。作品は日本語、中国語、スウェーデン語、ノルウェー語、デンマーク語、英語、朝鮮語、オランダ語、タミル語などの言語に翻訳されている。
| 年   | 書名（日本語タイトル）                                                   | 言語                                                                                           |
| ---- | ------------------------------------------------------------------------ | ---------------------------------------------------------------------------------------------- |
| 1956 | Kuda-Hora The Umbrella Thief （かさどろぼう）                            | 日本語、中国語、スウェーデン語、ノルウェー語、デンマーク語、英語、朝鮮語、シンハラ語、タミル語 |
| 1960 | Sooththara Puncha                                                        | シンハラ語                                                                                     |
| 1965 | Wesak Lantern （A Lantern as big as a house）                            | 英語、タミル語、シンハラ語                                                                     |
| 1970 | Little Granny                                                            | タミル語、シンハラ語、英語                                                                     |
| 1970 | Magul Gedara Bath Natho                                                  | シンハラ語                                                                                     |
| 1971 | Tambaya Copper－Name of a Bull                                           | シンハラ語                                                                                     |
| 1977 | Randuva The Quarrel                                                      | シンハラ語、英語                                                                               |
| 1978 | Ude Giya Baba The Child Who Floated in the Ail                           | シンハラ語                                                                                     |
| 1986 | Thambaya Takes a Ride                                                    | シンハラ語、タミル語、英語                                                                     |
| 1987 | Dīpta ḷamā maga Children's Sinhala Bible                                 | シンハラ語                                                                                     |
| 1994 | Hoity the Fox（きつねのホイティ）                                        | 日本語、朝鮮語、スウェーデン語、ノルウェー語、中国語、シンハラ語、英語                         |
| 1994 | Strange Visitors to the Cat Country （ねこのくにのおきゃくさま）         | 日本語、英語、タミル語、シンハラ語                                                             |
| 1995 | Child in Me （わたしのなかの子ども）                                     | オランダ語、英語、シンハラ語、タミル語、日本語                                                 |
| 1999 | Duwana RevulaRun away Beard （にげだしたひげ）                           | シンハラ語、日本語、タミル語、英語                                                             |
| 2000 | Little Red Car                                                           | 英語、シンハラ語、タミル語                                                                     |
| 2008 | Podda and Poddi（ポッダとポッディ）                                      | 日本語、シンハラ語                                                                             |
| 2009 | Eternally Yours                                                          | 英語、シンハラ語、タミル語                                                                     |
| 2009 | Dura Gamanak                                                             | シンハラ語                                                                                     |
| 2010 | Monster in the Well                                                      | 英語、シンハラ語                                                                               |
| 2012 | We love our school                                                       | 英語、シンハラ語、タミル語                                                                     |
| 2014 | Dancing in the gourd - An old Sri Lankan Folktale （まほうのひょうたん） | 英語、日本語                                                                                   |
| 2017 | The Magic Silver Tree （ふしぎな銀の木 : スリランカの昔話）              | 日本語                                                                                         |

## 受賞
ウェッタシンハはその経歴の中で国際的な評価を得、ウェッタシンハの児童文学はヨーロッパとアジアで賞を取った。1965年、彼女の『Vesak Lantern』はアジアの女性児童文学作家のためのイザベル・ハットン賞を受賞した。ウェッタシンハの最初の本『クダ・ホラ（Kuda Hora）』(日本語タイトル：かさどろぼう）は1982年、第3回野間児童絵本原画コンクールで佳作を受賞、さらに1986年に日本で日本の絵本賞（読売新聞社、全国学校図書館協議会主催）の絵本にっぽん賞特別賞に選ばれた。また、1987年には日本図書館協会の選定図書になっている。『クダ・ホラ』は7つの言語（英語、ノルウェー語、デンマーク語、日本語、中国語、朝鮮語、スウェーデン語）に翻訳された。1994年、国際アンデルセン賞に推薦された。ウェッタシンハは2003年に日本とチェコスロバキアで展覧会を行っていて、ノルウェーで行われた著名な作家のブックフェスティバルにも招かれた。ウェッタシンハの作品はその独特なテーマとスタイルで国際的な注目を集めている。
- 1965年、ロンドンで女性評議会の国際児童文学賞を受賞した[10]。
- 1971年、『Magul Gedara Bath Natho』で州文学賞を受賞[7]。
- 1982年、『かさどろぼう』で第3回野間児童絵本原画コンクールで佳作を受賞[10]。
- 1989年、『Deeptha Lama Maga（Children's Bible in Sinhara）』がブラティスラヴァ世界絵本原画展でイラストレーション賞を受賞した[48]。
- 1992年、『Meti Gedara Limai（Crystal and Clay）』が児童書の州文学賞を受賞した[49]。
- 1992年、『Meti Gedara Lamay』でスリランカ芸術評議会の最優秀児童書賞を受賞[7]。
- 1994年、『Wooley Ball』がスリランカ芸術評議会の最優秀英語児童書賞を受賞した[7]。
- 1995年、『きつねのホイティ』が日本図書館協会の選定図書に選ばれた[50]。
- 1995年、『Hoity the Fox（きつねのホイティ）』は中央児童福祉審議会推薦文化財（出版物）に選ばれた[51]。
- 1995年、『The Child in Me（わたしのなかの子ども）』が 最も創作的な英語の本としてグラツィアーン賞を受賞[7]。
- 1996年、『The Wesak Lantern』で 州文学賞 の最優秀英語児童文学賞を受賞[7]。
- 1996年、スリランカ初の女性首相シリマヴォ・バンダラナイケから芸術と児童文学の「Vishwa Prasadini」賞が贈られた[7]。
- 2003年、ルフナ大学から「Rohana Pradeepa」賞受賞[7]。
- 2004年、ゴールの青年仏教徒協会から「Galu Pahansilu」を贈られた[7]。
- 2005年、スリランカ民主社会主義共和国からKala Keerthi (Kala Keerthi) [52] 賞が贈られた[1][7]。
- 2007年、ソリアス・メンディス賞を受賞した[7]。
- 『Dura Gamanak』に州文学賞が贈られた[7]。
- 2012年、第17回日経アジア賞文化部門受賞[2]。